# The Country Doctor (1909)
The Country Doctor is een Amerikaanse stomme en korte film uit 1909 onder regie van D.W. Griffith.

## Verhaal
Een dokter moet voor zijn zieke kind zorgen. Hij negeert zijn kind echter als hij zijn buurman moet helpen, die op sterven ligt. Zijn vrouw roept hem als nu ook het kind steeds meer achteruit gaat...

## Rolverdeling
| Acteur            | Personage        |
| ----------------- | ---------------- |
| Frank Powell      | Dokter Harcourt  |
| Kate Bruce        | Moeder           |
| Adele DeGarde     | Moeder's Dochter |
| Gladys Egan       | Edith Harcourt   |
| Mary Pickford     | Moeder's Dochter |
| Florence Lawrence | Mevrouw Harcourt |
| Rose King         | Werkster         |